# Międzynarodowe Biennale Ekslibrisu Współczesnego
Międzynarodowe Biennale Ekslibrisu Współczesnego – najstarsza w Polsce cykliczna impreza z dziedziny sztuk pięknych o zasięgu światowym, a także najstarsza na świecie cykliczna impreza prezentująca ekslibris. 
Organizowana jest przez Muzeum Zamkowe w Malborku od 1963 roku, kiedy to Henryk Raczyniewski, ówczesny dyrektor muzeum, ogłosił konkurs na ekslibris dla biblioteki zamkowej. Wydarzenie przerodziło się, dzięki inicjatywie grafika Wojciecha Jakubowskiego, w międzynarodową wystawę. Podczas każdej edycji przyznawane są nagrody, m.in.: Medale Honorowe (od IV edycji w 1969), nagroda Dyrektora Muzeum Zamkowego w Malborku (od XIII edycji w 1990), Nagroda Prezesa Związku Polskich Artystów Plastyków, Nagroda Złotego Rylca im. Henryka Feilhauera za najlepszy miedzioryt.
Kolejne edycje wystawy pokonkursowej:
| nr edycji | rok  | liczba artystów | liczba prac | komisarz wystawy          | wyróżnieni Medalem Honorowym | projekt medalu       | wystawa towarzysząca                                                 |
| --------- | ---- | --------------- | ----------- | ------------------------- | --- | -------------------- | -------------------------------------------------------------------- |
| I         | 1963 |                 |             | Wojciech Jakubowski       | brak |                      | brak                                                                 |
| II        | 1965 |                 |             | Wojciech Jakubowski       | brak |                      | brak                                                                 |
| III       | 1967 | 50              | 665         | Wojciech Jakubowski       | brak |                      | Konstanty Brandel                                                    |
| IV        | 1969 |                 |             | Wojciech Jakubowski       | Martin R. Baeyens (Belgia), Anatolij Kalasznikow (ZSRR), Avo Keerend (ZSRR), Vive Toli (ZSRR), Lubica Koncekowa-Vesela (Czechosłowacja), Stanisław Dawski (Polska), Wojciech Jakubowski (Polska), Jerzy Jarnuszkiewicz (Polska), Henryk Płóciennik (Polska) |                      |                                                                      |
| V         | 1971 | 78              |             | Wojciech Jakubowski       | Stanisław Dawski (Polska), Francesco Franco (Włochy), Jiří Hadlač (Czechosłowacja), Wojciech Jakubowski (Polska), Ludmila Jiříncová (Czechosłowacja), Antanas Kmielauskas (ZSRR), Włodzimierz Kotkowski (Polska), Elwira-Katalina Kriaučiunaite (ZSRR), Halina Pawlikowska (Polska), Leszek Rózga (Polska), Eugeniusz Stankiewicz (Polska), Karel Svolinský (Czechosłowacja), Vive Tolli (ZSRR), Krystyna Wróblewska (Polska) |                      | Michel Fingesten                                                     |
| VI        | 1973 |                 |             | Wojciech Jakubowski       | |                      |                                                                      |
| VII       | 1975 |                 |             | Wojciech Jakubowski       | |                      |                                                                      |
| VIII      | 1977 |                 |             | Wojciech Jakubowski       | |                      |                                                                      |
| IX        | 1979 | 76              | ok. 300     | Konrad Grzywiński         | Cees Andriessen (Holandia), Albin Brunovsky (Czechosłowacja), Stano Dusik (Czechosłowacja), Raimo Kanerva (Finlandia), Irene Katiniené-Dauksaité (ZSRR), Keisuke Serizawa (Japonia) | Stanisław Kurkiewicz |                                                                      |
| X         | 1984 |                 |             |                           | |                      |                                                                      |
| XI        | 1986 |                 |             |                           | |                      |                                                                      |
| XII       | 1988 | 63              |             | Wojciech Jakubowski       | Karel Demel (Czechosłowacja), Jose Hernandez (Hiszpania), Magdalena Hoffmann (Polska), Arpád Müller (Węgry), Ihor Podolczak (ZSRR), Eugeniusz Get-Stankiewicz (Polska), Lou Strik (Holandia), Pietro Paolo Tarasco (Włochy), Siergiej Udowitschenko (ZSRR), Michał Wituszyński (ZSRR) | Henryk Fajlhauer     | Aleksander Aksinin, Toshio Yoshizumi                                 |
| XIII      | 1990 | 78              | 322         |                           | Igor Benca (Czechosłowacja), Zdenek Bugáň (Czechosłowacja), Gražina Didelyte (Litwa), Hanna Głowacka (Polska), Krystyna Hierowska (Polska), Mindaugas Petrulis (Litwa), Ihor Podolczak (ZSRR), Eugeniusz Stankiewicz (Polska), Vladimir Suchanek (Czechosłowacja), Siergiej Udowitschenko (ZSRR) |                      | Wiesław Szamocki, Ab Steenvoorden                                    |
| XIV       | 1992 |                 |             |                           | |                      |                                                                      |
| XV        | 1994 |                 |             |                           | |                      |                                                                      |
| XVI       | 1996 |                 |             |                           | |                      |                                                                      |
| XVII      | 1998 |                 |             |                           | |                      |                                                                      |
| XVIII     | 2000 |                 |             |                           | |                      | Wystawa "Precyzja i Żywioł" -HENRYK FEILHAUER                        |
| XIX       | 2002 |                 |             |                           | |                      |                                                                      |
| XX        | 2005 |                 |             |                           | |                      | Wojciech Jakubowski                                                  |
| XXI       | 2007 | 161             | 481         |                           | Marcin Białas (Polska), Yuri Borovitsky (Rosja), Jiří Brázda (Czechy), Piotr Gojowy (Polska), Karl-Georg Hirsch (Niemcy), Konstantin Kalinowicz (Ukraina), Sergey Nesterchuk (Rosja), Carla Neis (Szwajcaria), Yuri Orlov (Estonia), Ivan Rusachek (Białoruś), Shigeki Tomura (Japonia), Vladimir Zujev (Rosja) |                      | Eugeniusz Get Stankiewicz, Barbara Idzikowska, Włodzimierz Kotkowski |
| XXII      | 2009 | 103             | 231         | Bogumiła Omieczyńska      | |                      |                                                                      |
| XXIII     | 2011 |                 |             | Bogumiła Omieczyńska      | |                      |                                                                      |
| XXIV      | 2013 |                 |             | Bogumiła Omieczyńska      | |                      |                                                                      |
| XXV       | 2015 |                 |             | Bogumiła Omieczyńska      | |                      |                                                                      |
| XXVI      | 2017 |                 |             | Bogumiła Omieczyńska      | |                      |                                                                      |
| XXVII     | 2020 |                 |             | Bogumiła Omieczyńska      | |                      |                                                                      |
| XXVIII    | 2023 |                 |             | Aleksandra Krupa-Bykowska | |                      | Wystawa Henryk Feilhauer "Głębia Światów"                            |
|           |      |                 |             |                           | |                      |                                                                      |
|           |      |                 |             |                           | |                      |                                                                      |